# Un autre homme, une autre chance
Un autre homme, une autre chance (Engels: Another Man, Another Chance) is een Frans-Amerikaanse western uit 1977 onder regie van Claude Lelouch.

## Verhaal
Tijdens de Frans-Duitse Oorlog vluchten Jeanne Perriere en haar vriend Francis Leroy naar het Wilde Westen. De reis verloopt niet zonder gevaar en al spoedig moet Jeanne alleen zorgen voor haar kindje. Ze leert de Amerikaanse veearts David Williams kennen en ze worden verliefd op elkaar.

## Rolverdeling
| Acteur           | Personage                  |
| ---------------- | -------------------------- |
| James Caan       | David Williams / Fotograaf |
| Geneviève Bujold | Jeanne Perriere            |
| Francis Huster   | Francis Leroy              |
| Susan Tyrrell    | Alice                      |
| Jennifer Warren  | Mary Williams              |
| Rossie Harris    | Simon Williams             |
| Linda Lee Lyons  | Sarah Leroy                |
| Jacques Villeret | Klant                      |
| Fred Stuthman    | Vader van Mary             |
| Diana Douglas    | Moeder van Mary            |
| Michael Berryman | Bandiet                    |
| Dominic Barto    | Gewonde man                |
| George Flaherty  | Koetsier                   |
| Robert Tessier   | Sheriff Carter             |
| Richard Caron    | Hoefsmid                   |